# Presó Estatal de San Quentin
San Quintin és un penitenciari estatal de Califòrnia, que està a prop de la ciutat de San Rafael. És la presó més antiga de l'estat. Es va obrir al juliol del 1852 i disposa de l'única cambra de gas i de l'únic corredor de la mort per a homes de Califòrnia, tot i que les últimes execucions han estat fetes per injecció letal. Aquest correccional està situat a Point San Quentin, que comprèn 1,7 km², en plena línia marítima al nord de la badia de San Francisco. Aquesta situació fa que sigui considerada la presó més valuosa del món. Disposa d'un codi postal exclusiu (el 94974). Està en plena badia de San Francisco i està comunicada mitjançant la carretera interestatal 580.

## Història

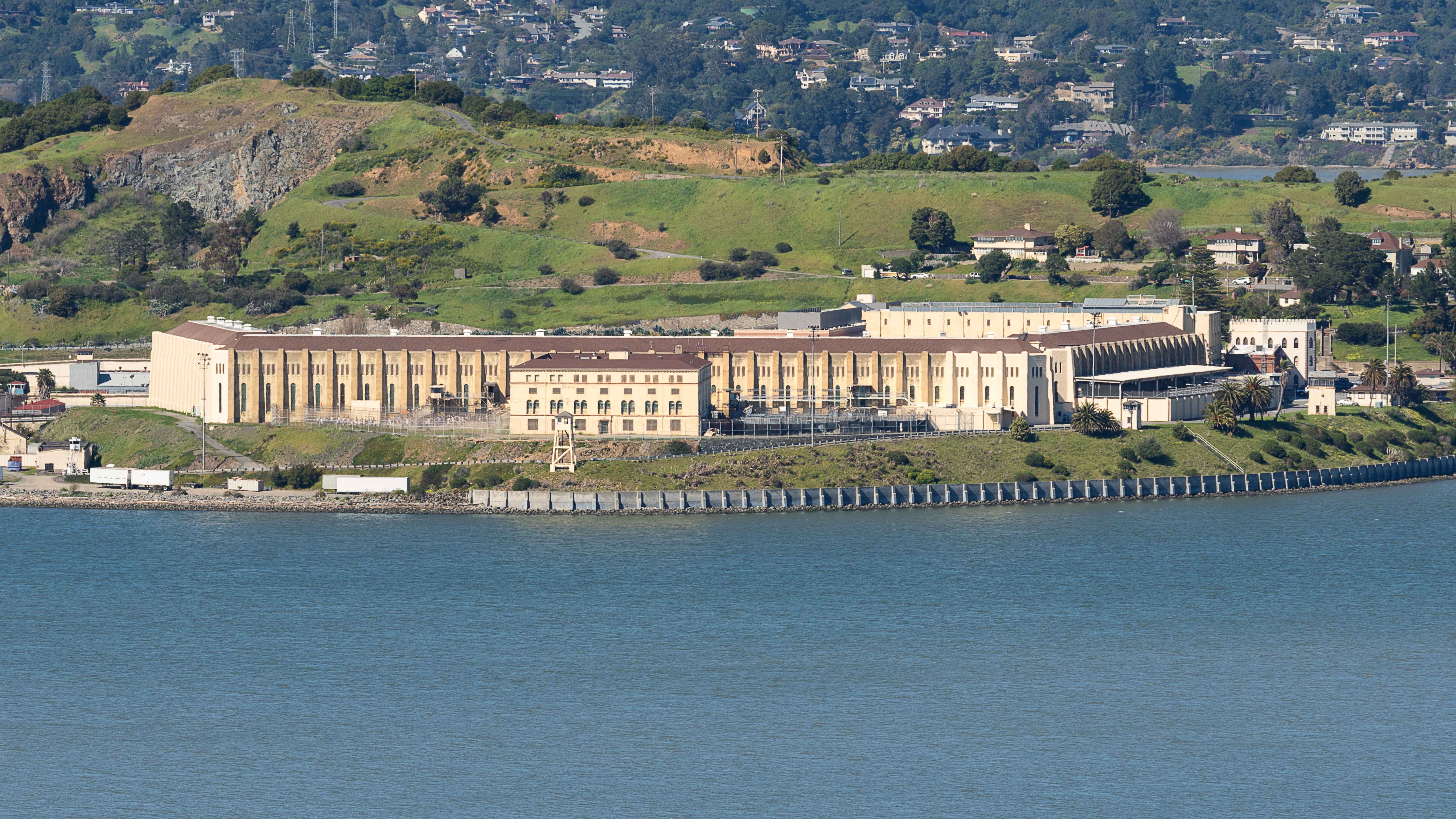
Presó de San Quintin

El nom de la presó no prové directament de Sant Quintí, sinó del lloc que ocupa, Point Quentin, a causa del fet que un guerrer miwok, que es deia Quentin i que fou presoner en aquest lloc.
El 1851 s'obrí la primera presó de Califòrnia, en un vaixell a la Badia de San Francisco. el 1852 es va construir la Presó de San Quentin. Fins al 1932 la presó tenia reclusos homes i dones.
El 1969 Johnny Cash va fer-hi un concert, que va ser enregistrat en un àlbum i filmat per la televisió.
El 2003 Metallica hi va filmar un vídeo per la cançó St. Anger. Al novembre de 2006, el grup de hip-hop Flipsyde també hi va fer un concert. El 2007, Michael Franti també hi va actuar en un show.

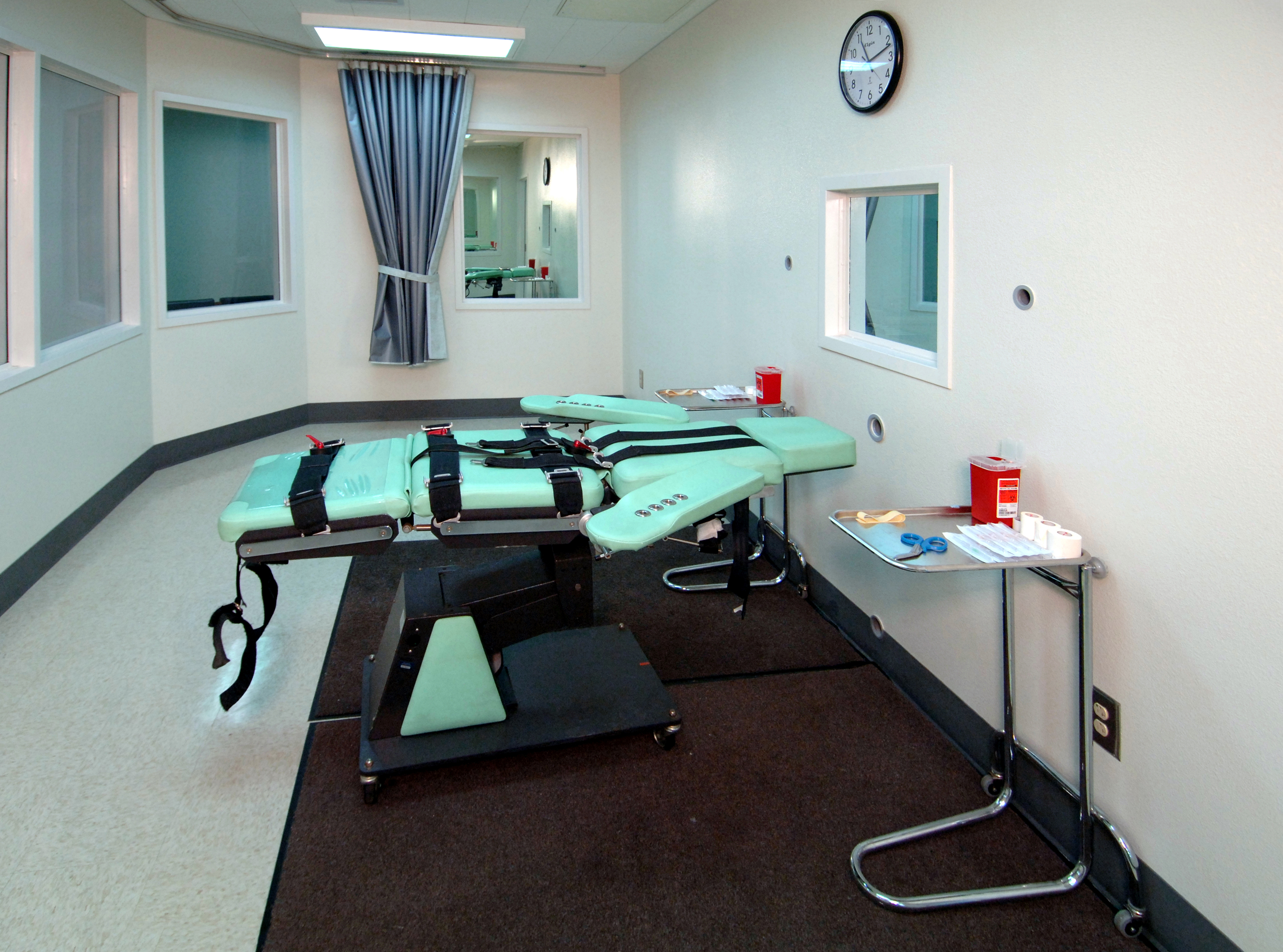
Sala d'execucions de la Presó de San Quintin

## Presos famosos en l'actualitat
- Alejandor Avila, assassí de la nena de 5 anys Samantha Runnion.
- Lawrence Bittaker, assassí en sèrie que va torturar i assassinar cinc noies joves.
- Vincent Brothers, convicte i sentenciat a mort per la mort de 5 membres de la seva família, incloent-hi a 3 infants.
- Kevin Cooper, sentenciat a mort per la massacre de la família Ryen.
- Tiequon Aundray Cox, sentenciat a mort per l'assassinat de 4 persones properes al jugador de la NFL Kermit Alexander.
- Richard Allen Davis, que va assassinar la jove Polly Klaas.
- Scott Erskine, que va matar dos nens.
- Richard Farley, que va matar set companys de treball.
- Ryan Hoyt, soci de Jesse James Hollywood, que van matar Nicholas Markowitz.
- Randy Steven Kraft, assassí en sèrie a qui se li atribueixen 16 assassinats i que es creu que va matar 51 persones més.
- Jarvis Jay Master, sentenciat a mort per participar en l'assassinat d'un guarda de la presó.
- Michael Morales, convicte per l'assassinat de Terri Winchell
- Charles Ng, assassí en sèrie que va assassinar 11 persones.
- Scott Peterson, que va matar la seva dona prenyada i el seu fill no nat.
- Rodney Alcala,assassí en sèrie
- Hans Reiser, convicte per haver matat a la seva dona i desenvolupar el sistema informàtic ReiserFS.
- Morris Solomon Jr, assassí en sèrie que va matar cinc prostitutes a Sacramento.
- Cary Stayner, convicte que va matar quatre dones a Yosemite.
- William Suff, assassí en sèrie de 12 prostitutes al comtat de Riverside.
- Marcus Wesson, que va matar nou familiars.
- David Westerfield, que va matar una nena de 7 anys.
- Brandon Wilson, assassí d'un nen de 9 anys.

## Altres presos notables
- Clarence Ray Allen, executat el 2006.
- Charles Bolles.
- William Richard Bradford.
- Edward Bunker, que posteriorment es va reformar i va esdevenir actor.
- Caryl Chessman.
- Billy Cook.
- Juan Corona
- Joseph Cosey.
- Henry Cowell. Compositor.
- Mach Ray Edwards.
- Barbara Graham. És el personatge principal de la pel·lícula I Want to Live protagonitzada per Susan Hayward.
- Leo Gordon, actor i guionista americà.
- Merle Haggard, cantant de country.
- Robert Alton Harris.
- Michael Wayne Hunter.
- George Jackson, membre del Black Panther party. Assassinat a la presó el 1971.
- Jang In-hwan, activista per la independència de Corea.
- Charles Manson.
- S.S. Millard, director de cinema.
- james Mitose, artista marcial que va introduir el Kenpo als Estats Units.
- Wallace Fard Muhammad, fundador de Nació de l'Islam (NOI).
- Louise Peete.
- Abe Ruef, polític de San Francisco.
- Richard Ramirez, assassí en sèrie conegut com el The Night Stalker, que va matar 13 persones.
- Sirhan Sirhan, assassí de Robert F. Kennedy.
- Danny Trejo, actor.
- Stanley Tookie Williams.

## San Quentin als mitjans de comunicació
- El nom apareix a la pel·lícula dels Germans Marx, Go West.
- Hi ha una sèrie de dibuixos animats de la Warner Brothers titulada Quentin Quail.
- Hi ha dues pel·lícules titulades San Quentin. La primera és del 1937, dirigida per Lloyd Bacon, protagonitzada per Pat O'Brien, Humphrey Bogart i Ann Sheridan, i fou gravada a la presó. La segona, és del 1946, i és protagonitzada per Lawrence Tierney.
- Una part de la pel·lícula House of Numbers (1957), passa a la presó.
- La pel·lícula I Want To Live (1958), que explica la història de Barbara Graham. Fou dirigida per Robert Wise i protagonitzada per Susan Hayward.
- S'hi va filmar la pel·lícula de 1993, ''Blood In Blood Out'', basada en una presó mexicana.
- Mythbusters va visitar San Quentin en un episodi del 2005.
- Johnny Cash hi va gravar un concert el 1969.

## A Internet
- Pàgina oficial del Departament de Presons de Califòrnia Arxivat 2009-08-06 a Wayback Machine. (en anglès)